# Acacia chrysochaeta
Acacia chrysochaeta är en ärtväxtart som beskrevs av Bruce R. Maslin. Acacia chrysochaeta ingår i släktet akacior, och familjen ärtväxter. Inga underarter finns listade i Catalogue of Life.